# 幸美AMP
幸美AMP（ユキミアンプ）は、シンガーソングライターのVo&Gtゆきみと、Dr&Cho直輝のメンバーに加え、サポートベーシストにを迎えた日本の3ピースrockバンド。

## メンバー
- ゆきみ（yukimi、ボーカル&ギター） - 12月3日生、AB型、名古屋生まれ東京育ち。幸美AMPとしての活動のほかに、楽曲提供やメインテーマ曲を担当したりもしている。
- 直輝（naoki、ドラム&コーラス） - 3月14日生、O型、名古屋出身。自身の所属レーベル「たまごカンパニー」の代表でもある。

## 概要[1]
- 幸美AMPの「AMP」とは、「Aid More People」の略で、”心の支えになれるような音楽を作っていきたい”というメンバーの想いが込められている。
- 作詞・作曲は全てボーカルのゆきみが行っている。そのメロディは自身らが”癒し切な系”と言っているように、バラードを基調としたものが多い。
- 関東・大阪・名古屋のライブハウス、全国の大手ショッピングモールでのインストアライブを中心に活動している。
- CD制作には、ベーシスト田口智則、ギタリストYUKIや、ギタリスト尾上サトシも参加している。

## ディスコグラフィー

### シングル
|      | 発売日        | タイトル       |
| ---- | ------------- | -------------- |
| 1st  | 2003年7月15日 | Close to you   |
| 2nd  | 2004年6月24日 | LIFE           |
| 3rd  | 2005年9月1日  | ヒカリノカタチ |
| 4th  | 2006年5月27日 | mine&yours     |
| 5th  | 2007年2月20日 | 風色ミキサー   |
| 6th  | 2007年7月1日  | 忘れかけてた詩 |
| 7th  | 2007年12月2日 | 泣き虫な君へ   |
| 8th  | 2010年6月9日  | ココロモザイク |
| 9th  | 2010年11月3日 | ナミダコード   |
| 10th | 2011年4月29日 | スマイルコード |

### アルバム

#### ミニアルバム
|     | 発売日        | タイトル      |
| --- | ------------- | ------------- |
| 1st | 2005年2月24日 | one...for you |

#### ベストアルバム
AMP collection（2008年3月9日発売）
1. Tuning(SE)
2. 今、私達が出来る事
3. for myself
4. 心の鍵
5. mine&yours
6. 天使の羽
7. Flower
8. 親愛なる君に贈る歌
9. 奇跡の中で
10. smile
11. ＠リアル

AMP collection 2（2008年11月1日発売）
1. Departures(SE)
2. Never end
3. Restart
4. 祈り抱く想い
5. 天国へのLove song
6. 君の魔法
7. Call my name
8. Distance to you
9. モノトーン
10. 君がくれたもの
11. あなたらしく～song of love to you～

## 出演

### ネットラジオ
- LIVE CAST『幸美AMPのラジオでおじゃま』（第一第三火曜日 22：30 - 23：00）